# Brug 95
Brug 95 is een vaste brug in Amsterdam-Centrum. De brug annex viaduct is gelegen tussen de straten Haarlemmer Houttuinen en Nieuwe Westerdokstraat en overspant de Korte Prinsengracht en zijn beide kades.

## Eerste versie
De eerste brug onder dit nummer was een uit 1878 daterende spoorbrug nabij de Westerdoksdijk en het Westerdok. De brug was ontworpen door de Publieke Werken, maar in onderhoud bij de spoorwegen. Het brugnummer werd hergebruikt.

## Bouw
Alhoewel de brug in het centrum van Amsterdam ligt, is ze van recente datum. Eeuwenlang was de Eenhoornsluis (brug 313) de buitenste brug/sluis in de Korte Prinsengracht, maar met de uitbreiding van de stad en de aanleg van het spoor (en zijn vernieuwingen) en een snelweg dwars door de stad (traject Haarlemmerweg, Haarlemmer Houttuinen, Prins Hendrikkade, Oostenburg) kwam daar verandering in. Het originele plan kwam uit "Voorloopig schema van verkeersverbeteringen in de binnenstad" uit 1931. Dit alles ter verlichting van de verkeersdrukte in de Haarlemmerstraat, dan de belangrijkste verbinding westwaarts de stad uit naar Haarlem. Twee enorme bruggen sluiten hier Amsterdam van het Westerdok en het IJ af; deze verkeersbrug brug 95 en de langs het Westerdok liggende Korte Prinsengrachtspoorbrug (Brug S16). De brug dateert van rond 1971 toen de stad vorm wilde geven aan die snelweg, iets waar ze later weer vanaf stapte. Eind 1969 zou de stad beginnen met de bouw van een 385 meter lang en 23 meter breed kunstwerk met een prijskaartje van 14 miljoen gulden. Het liep uit, want er moesten eerst nog woningen worden ontruimd en gesloopt, bovendien moesten riolering etc. aangepast worden naar de nieuwe situatie. Het ontwerp kwam van Dirk Sterenberg van de Dienst der Publieke Werken, die niet alleen de Nieuwe Prinsengracht moest laten overspannen maar tevens een parkeerplaats (aan de westkant van het Westerdok). De bouwtekening vermeldt dat Sterenberg het oostelijke landhoofd aan de bewoonde kant wilde opfleuren met tegelvlakken in kleur. Sterenberg plaatste de lantaarns op betonnen blokken gemonteerd aan de zijkant van de brug. De tekening vermeldt tevens dat de brug, eenmaal opgeleverd, nog niet af was. Er werd rekening gehouden met de bouw van een nieuwe brug/viaduct die aansloot op het westelijk landhoofd van brug 95.
Eind 1970 kon begonnen worden aan het gevaarte; geplande oplevering midden 1972. Bus 12 werd begin 1974 over de brug en de Haarlemmerhoutuinen verlegd om de smalle Haarlemmerstraat en -dijk te ontlasten.
In wat ooit een vierbaansnelweg had moeten worden werden in 1985 tramrails neergelegd voor een geplande tramlijn, voor een tramverbinding vanaf het Centraal Station via het Haarlemmerplein naar Amsterdam-West. Zowel de vierbaansweg als de tramlijn kwamen er niet, door nieuw inzicht in de verkeersstromen. Wat tevens een rol speelde was, dat men uiteindelijk niet wilde overgaan tot sloop van het monumentale gebouw Droogbak. De tramrails liggen er al vanaf de aanleg ongebruikt bij en waren rond 2010 al zodanig versleten door het intensieve busverkeer dat ingebruikname zonder vernieuwing niet mogelijk is.

## Sloop
In 2017 werd de brug onderwerp van discussie. De gemeente wilde het drukke fietsverkeer via Haarlemmerstraat en Haarlemmerdijk omleiden naar de Haarlemmer Houttuinen, maar zag zich geconfronteerd met deze "onaangename" brug. GroenLinks wilde de brug laten slopen en vervangen, anderen zagen meer mogelijkheden in aanpassen.
In 2018 werd bekend dat deze kolos gaat verdwijnen in een grote gebiedsreconstructie in De Haarlemmer Houttuinen. De gemeente Amsterdam wilde hier meer ruimte voor de fiets, omdat de hoofdfietsroute Haarlemmerstraat en Haarlemmerdijk het verkeersaanbod aan fietsers niet meer dreigde te kunnen verwerken. Om deze nieuwe fietsroute te kunnen aanleggen zou ter plaatse van brug 95 een nieuwe lager over het water liggende brug worden gelegd en tevens een nieuwe fietsbrug over het Westerkanaal aan de zuidkant van de Singelgrachtbrug. Een bijkomend voordeel was, vond de gemeente, dat de spoorwegbogen hier weer zichtbaar werden.
De werkzaamheden zouden moeten gaan plaatsvinden in de eerste helft van de jaren twintig van de 21e eeuw. Navrant was dat in de daaraan voorafgaande periode  bekend werd dat tientallen bruggen in Amsterdam het zware verkeer niet meer aankonden en snel moesten worden vernieuwd, terwijl deze brug werd goedgekeurd, maar dus de nominatie kreeg afgebroken te worden.   
Dwars onder deze grijze brug ligt deels de kleurrijke brug 1901, ook ontworpen door Sterenberg. In 2023 werd door Mick La Rock de muurschildering Klotsende golven aangebracht.

## Afbeeldingen

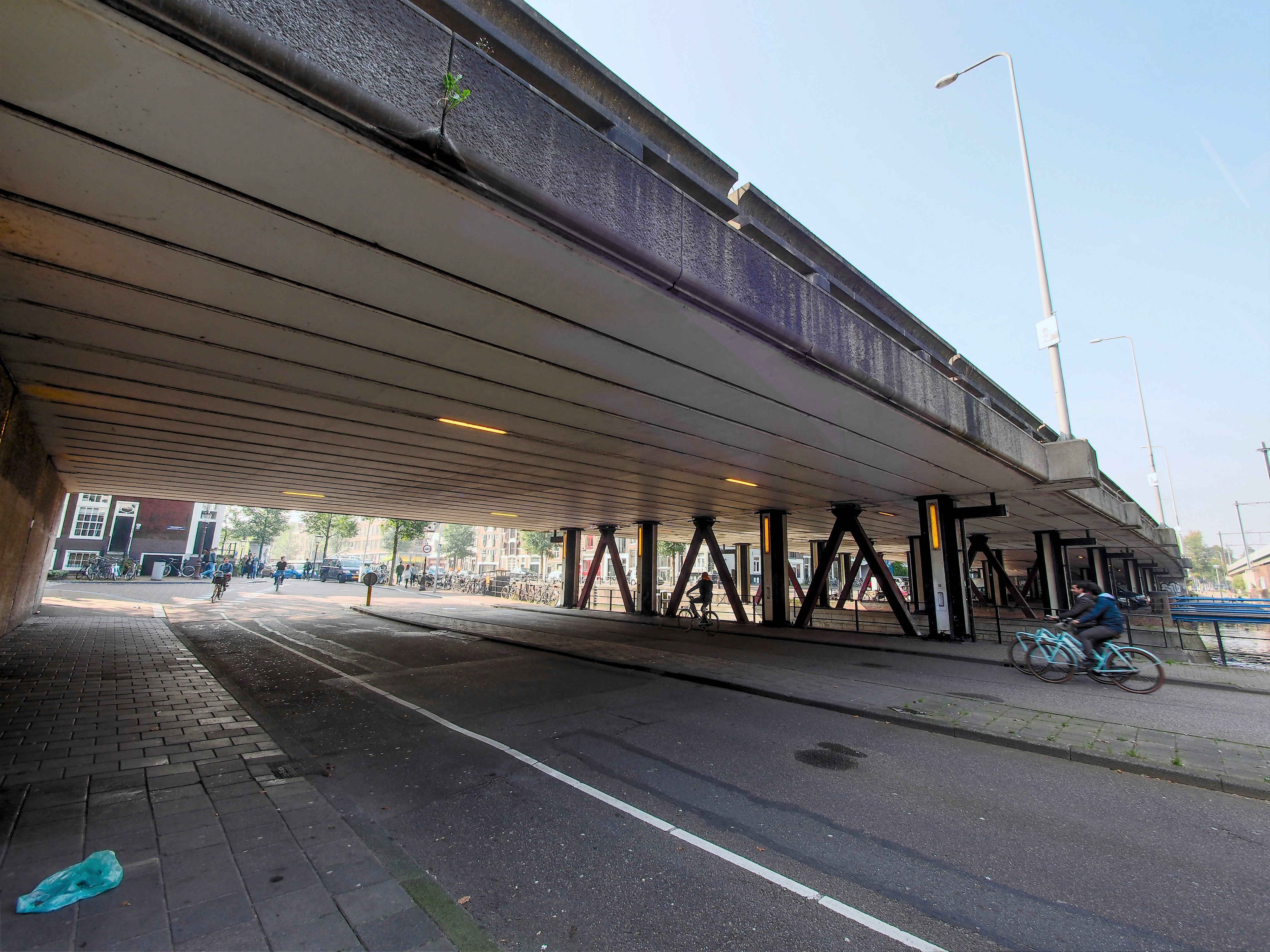
Brug 95 van onderen gezien met een eenzaam plantje in betonwoestenij (september 2017)
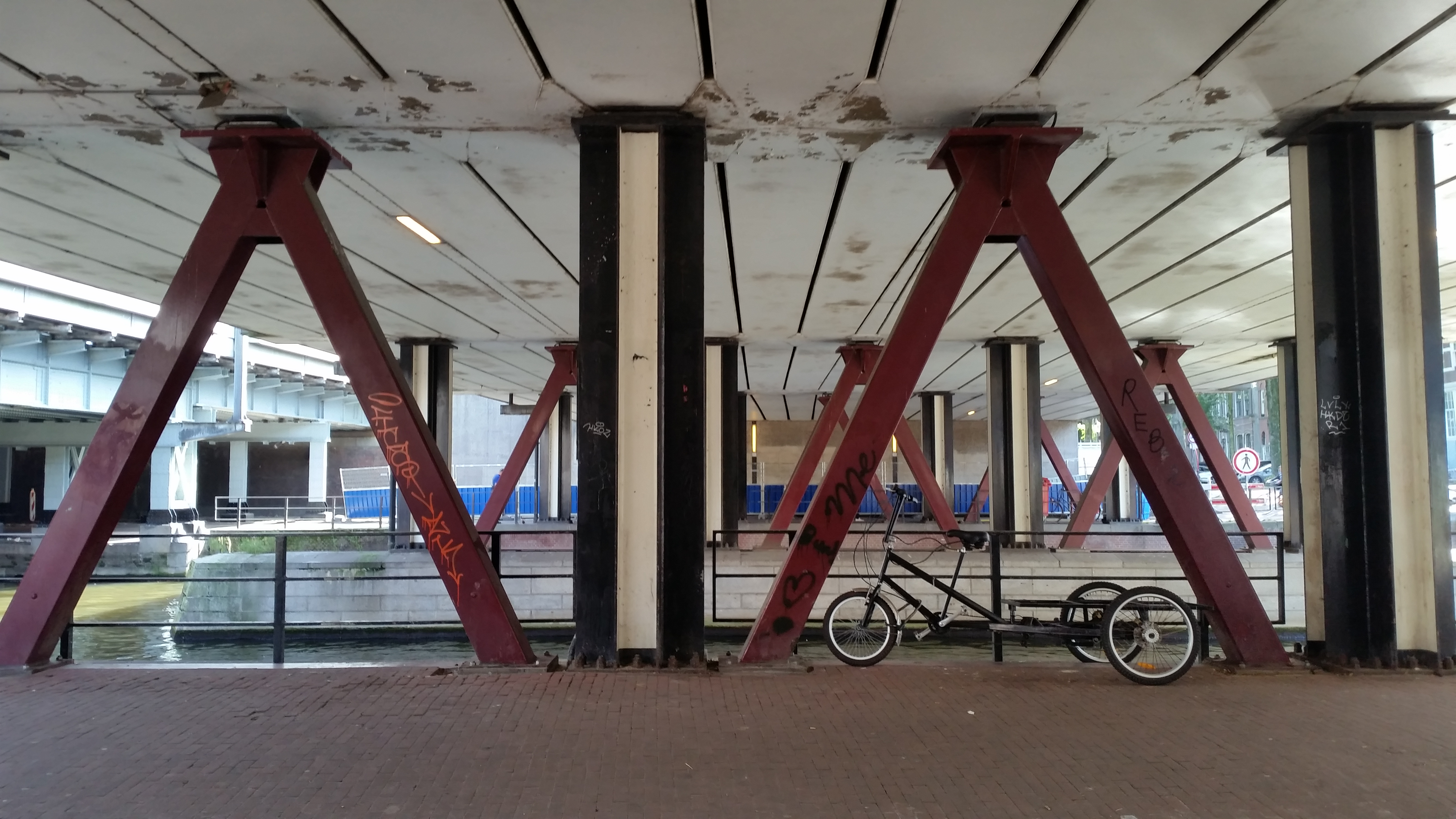
Ondersteuning brug 95; in de zwartwit pilaren zitten hemelwaterafvoeren (september 2019)
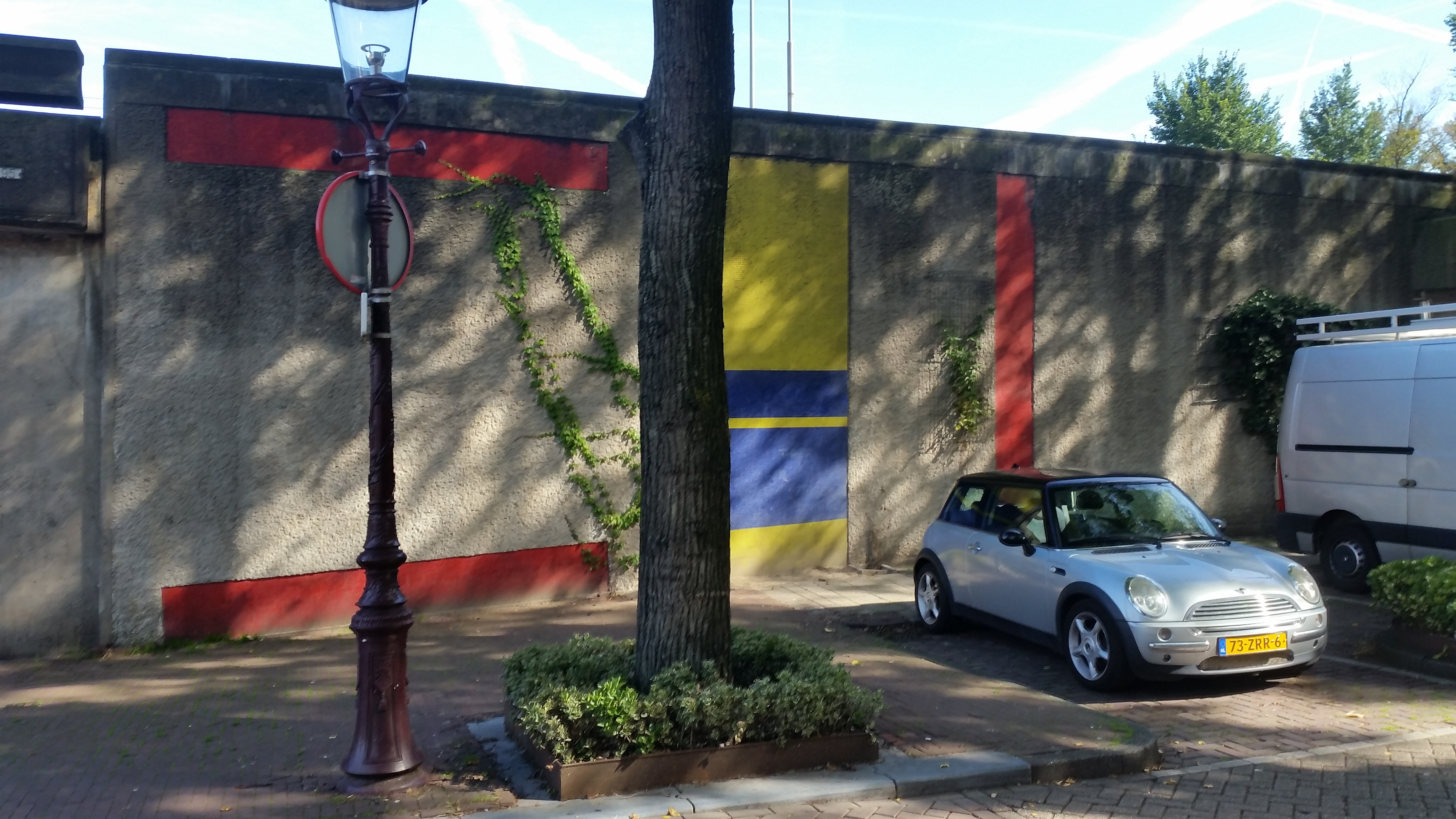
Versiering Brug 95 (september 2019)

1 · 2 · 3 · 4 · 5 · 6 · 7 · 8 · 9 · 10 · 11 · 12 · 13 · 14 · 15 · 16 · 17 · 18 · 19 · 20 · 21 · 22 · 23 · 24 · 25 · 26 · 27 · 28 · 29 · 30 · 31 · 32 · 34 · 35 · 36 · 37 · 38 · 39 · 40 · 41 · 42 · 43 · 44 · 45 · 46 · 47 · 48 · 49 · 50 · 51 · 52 · 53 · 54 · 55 · 56 · 57 · 58 · 59 · 60 · 61 · 62 · 63 · 64 · 65 · 66 · 67 · 68 · 69 · 70 · 71 · 72 · 73 · 74 · 75 · 76 · 77 · 78 · 79 · 80 · 81 · 82 · 84 · 85 · 86 · 87 · 88 · 89 · 90 · 91 · 92 · 93 · 94 · 95 · 96 · 97 · 98 · 99 · >>>
Brugnummers 33 en 83 zijn niet (meer) vergeven